# Studio 57
Studio 57 was een reeks albums die in de jaren 1980 en 1990 werd uitgegeven op het BMC-label en het ARS-label. De serie was gewoon in platenwinkels te koop, in tegenstelling tot andere mixen die alleen als bootleg te koop waren.
De serie ontstond na overleg tussen Ben Liebrand en de Belgische importplatenzaak ARS. De naam Studio 57 verwijst naar de discotheek Studio 54, waarvan de naam niet gebruikt mocht worden.
Er werden tien albums uitgebracht:
- Studio 57 Volume 1 (1983) - gemixt door Ben Liebrand
- Studio 57 Volume 2 (1983) - gemixt door Ben Liebrand
- Studio 57 Volume 3 (1984) - gemixt door Pascal Brabant
- Studio 57 Volume 4 (1984) - gemixt door Jan Schouwstra, Peter Boertje, Peter Vriends
- Studio 57 Volume 5 (1985) - gemixt door Mario Aldini, Ramon Brothers
- Studio 57 Volume 6 (1985) - gemixt door Mario Aldini, Ramon Brothers
- Studio 57 Volume 7 (1986) - gemixt door Raul Orellana
- Studio 57 Volume 8 (1988) - gemixt door Peter Slaghuis
- Studio 57 (1990) - gemixt door Stefano Paganelli
- Studio 57 non-stop loop mix (1991) - gemixt door Stefano Paganelli